# Élection à la direction du Parti travailliste (Royaume-Uni) de 2020
L’élection de 2020 à la direction du Parti travailliste britannique a lieu du 24 février au 2 avril 2020 à la suite de la volonté de Jeremy Corbyn de quitter son poste de chef du Parti travailliste.
À l'issue du scrutin, Keir Starmer est élu à la tête du Parti travailliste en recueillant 56 % des voix.  Il bénéficie de l’image d’un rassembleur, à même de réunir toutes les tendances politiques du Labour, et reçoit le soutien de plusieurs figures de l'aile gauche, comme Laura Parker, fondatrice de Momentum. La moitié environ des militants qui avaient voté pour Jeremy Corbyn lors des scrutins internes de 2015 et 2016 ont soutenu sa candidature.
Il entreprend après son élection un tournant plus à droite. Les « dix promesses » sur lesquelles il avait fait campagne et qui s'inscrivaient pour l’essentiel dans la continuité du socialisme à la Corbyn sont effacées du site internet du parti. Un groupe de socialistes membres du cabinet fantôme est rapidement exclu pour avoir voté contre deux projets de loi du gouvernement Johnson visant à garantir l’impunité aux militaires et aux agents de renseignement s'il commettaient des actes criminels au cours de leurs opérations. Rebecca Long Bailey, sa principale rivale lors du scrutin, est à son tour évincée du cabinet fantôme en juin 2020. Jeremy Corbyn est suspendu du parti en octobre et exclut de son groupe parlementaire pour avoir nuancé les conclusions d'un rapport sur l'attitude du Labour face à l'antisémitisme. Les purges visant l'aile gauche du parti et le réalignement idéologique plus au centre conduisent plusieurs syndicats à envisager de se désaffilier du Labour.

## Résultats
| Candidat | Candidat            | Adhérents du parti | Adhérents du parti | Soutiens enregistrés | Soutiens enregistrés | Soutiens affiliés | Soutiens affiliés | Total   | Total |
| Candidat | Candidat            | Voix               | %                  | Voix                 | %                    | Voix              | %                 | Voix    | %     |
| -------- | ------------------- | ------------------ | ------------------ | -------------------- | -------------------- | ----------------- | ----------------- | ------- | ----- |
|          | Keir Starmer        | 225 135            | 56,1               | 10 228               | 76,6                 | 40 417            | 53,1              | 275 780 | 56,2  |
|          | Rebecca Long Bailey | 117 598            | 29,3               | 650                  | 5,0                  | 16 970            | 22,3              | 135 218 | 27,6  |
|          | Lisa Nandy          | 58 788             | 14,6               | 2 128                | 17,4                 | 18 681            | 24,6              | 79 597  | 16,2  |